# Maryland State Route 282
Die Maryland State Route 282 (kurz MD 282) ist eine State Route im US-Bundesstaat Maryland, die in Ost-West-Richtung verläuft.
Die State Route beginnt in White Crystal Beach und endet nach 20 Kilometern östlich von Warwick an der Grenze zu Delaware. Nach der Grenze trägt die Straße die Bezeichnung Delaware State Route 299.

## Verlauf
Die MD 282 verlässt die Ortschaft White Crystal Beach in Richtung Südosten und passiert etwa einen Kilometer vor der Ortschaft Earleville die St. Stephen’s Episcopal Church. Im Zentrum des Ortes Cecilton trifft die Straße auf die Maryland State Route 213. Etwa einen Kilometer hinter dem Ort Warwick endet die State Route nach einer Gesamtlänge von 20 Kilometern.